# Corydoras gryphus
Corydoras gryphus es una pequeña especie de pez siluriforme de agua dulce de la familia Callichthyidae y del género Corydoras, cuyos integrantes son denominados comúnmente coridoras, limpiafondos o barrefondos. Habita en aguas subtropicales del centro-este de América del Sur. Se caracteriza por poseer las aletas notablemente elongadas, con respecto a la mayoría de las especies de su género.

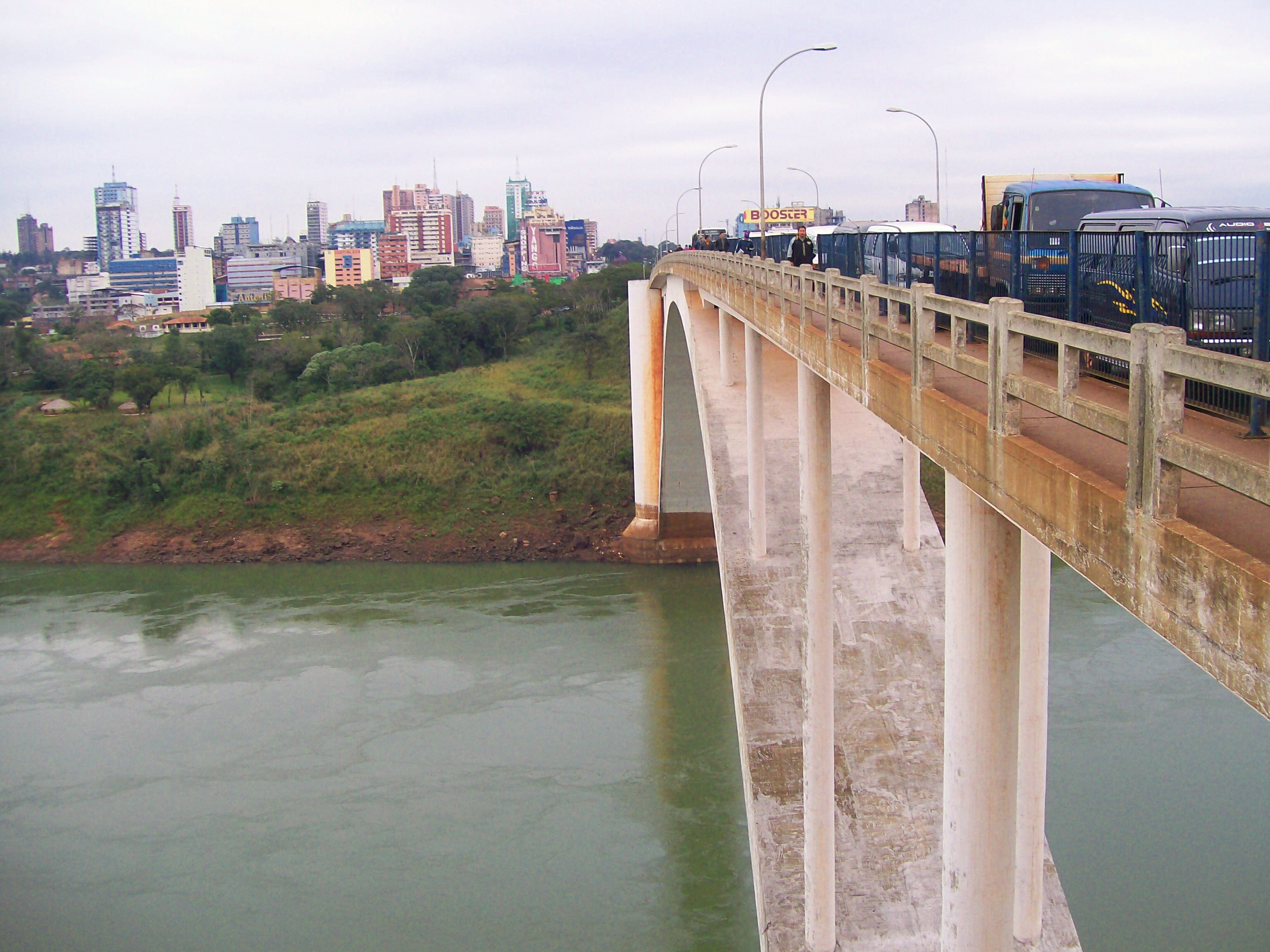
El puente de la Amistad, visto desde Foz do Iguaçu; en sus proximidades fue colectado el ejemplar tipo.

## Distribución geográfica y hábitat
Ecorregionalmente es un endemismo de la ecorregión de agua dulce Paraná inferior.
Habita en cursos fluviales de aguas cálidas en el centro-este de Sudamérica, correspondientes a la cuenca del Plata, en la subcuenca del río Alto Paraná del sudeste de Brasil. Seguramente también se encuentre en la ribera paraguaya, y en el extremo nordeste de la Argentina.
El Paraná es uno de los ríos formadores del Río de la Plata, el cual vuelca sus aguas en el océano Atlántico.
El ejemplar tipo —y los restantes especímenes— fueron colectados en la costa de la ciudad de Foz do Iguaçu, en proximidades del Puente Internacional de la Amistad, que la une con la ciudad paraguaya de Ciudad del Este, aguas abajo de la represa de Itaipú.

## Características
La nueva especie se pueden distinguir de la mayoría de sus congéneres por tener la infraorbital 2 con una expansión laminar posterior visiblemente reducida; por presentar el hueso mesetmoide completamente cubierto por piel, por la presencia en la línea media del flanco de 4 a 6 manchas irregulares de color negro o amarronado y por tener los machos notablemente alargados el primero y segundo radio de la aleta dorsal.

## Taxonomía

En rojo se indica en el mapa el municipio brasileño de Foz do Iguaçu, de donde proviene el ejemplar tipo.

Esta especie fue descrita originalmente en el año 2014 por los ictiólogos Luiz F. C. Tencatt, Marcelo R. Britto y Carla S. Pavanelli.  
Es muy probable que esta especie sea el mismo taxón que provisionalmente I. A. Fuller y H. G. Evers denominaron Corydoras 'Misiones', para identificar a la población de un coridora que aún no estaba descrito para la ciencia y que habita en el nordeste de la Argentina, en el extremo norte de la mesopotamia de dicho país, en la provincia de Misiones, muy próxima a la localidad tipo de C. gryphus.
Localidad y ejemplar tipo
El holotipo es un ejemplar de 32,3 mm de largo, al cual le fue asignado el código MNRJ 40770. La localidad tipo es: Brasil, estado de Paraná, Foz do Iguaçu, río Paraná (cerca del Puente de la Amistad). Fue colectado el 15 de octubre de 1982 por un equipo de biólogos de la Universidad Estatal de Maringá, en las coordenadas 25°31′S 54°38′W.
Etimología
Etimológicamente el nombre genérico Corydoras se construye con palabras del idioma griego, en donde kóry es 'yelmo', 'coraza', 'casco', y doras es 'piel'. Esto se relaciona a la carencia de escamas y la presencia de escudos óseos a lo largo del cuerpo.
El término específico gryphus es la palabra en latín para referirse al grifo (del griego: γρυφος, gryphos; persa: شیردال‌ shirdal, ‘león-águila’), una criatura mitológica, cuya parte superior es la de un águila gigante, con plumas doradas, afilado pico y poderosas garras, y la parte inferior es la de un león, con pelaje amarillo, musculosas patas y rabo. De esta manera se alude al conspicuo alargamiento de las aletas pectorales y dorsal, y su primer radio ramificado, como un ala, en los ejemplares machos. Es un sustantivo en aposición.